# Ларионова, Екатерина Алексеевна
Екатерина Алексеевна Ларионова (род. 23 января 1994, Уральск) — казахстанская спортсменка, борец вольного стиля, призёр летних Олимпийских игр 2016

## Биография
Бронзовая призёрка чемпионата мира 2013 года и чемпионата Азии 2014 года. Чемпионка Казахстана и победитель Кубка РК. Бронзовая призёрка олимпийских игр в Рио-де-Жанейро.
Екатерина Ларионова родом из Западного Казахстана. Росла и тренировалась под руководством Ларионова Алексея Станиславовича, своего отца. Огромную роль в становлении Екатерины Ларионовой, как спортсмена-вольника, сыграл Кашперук Николай Иванович, который и явился инициатором перехода К. Ларионовой в вольную борьбу. Основной фундамент закладывался на борцовских коврах г. Караганды, под руководством двух талантливых тренеров - отца - Ларионова Алексея Станиславовича и его друга детства, Мастера спорта СССР, тренера по греко-римской борьбе, ныне карагандинца - Кашперук Николая Ивановича.
Выступая на юношеских соревнованиях завоевала следующие трофеи:
- Чемпионка Азии среди кадеток (2010, 2011)
- Серебряный призёр чемпионата Азии среди кадеток (2009)
- Чемпионка Азии среди молодежи (2013)
- Бронзовый призёр чемпионата Азии среди молодежи (2011)
- Серебряный призёр чемпионата Азии среди молодежи (2012)
- Чемпионка мира среди кадеток (2011)
- Бронзовый призёр чемпионата мира среди молодежи (2012)